# Antonella Capriotti
Antonella Capriotti (Roma, 4 febbraio 1962) è un'ex lunghista e triplista italiana, ex detentrice del record nazionale di entrambe le specialità.
In carriera è stata 18 volte campionessa italiana (12 volte outdoor e 6 indoor), tre volte a medaglia ai Giochi del Mediterraneo e ha fatto parte della nazionale italiana di atletica leggera per 17 anni, dal 1980 al 1997.

## Biografia
Tre volte a medaglia in manifestazioni internazionali, prediligeva le competizioni indoor. Sul finale di carriera si cimentò, con ottimi risultati, anche nel salto triplo che si stava affacciando nelle varie competizioni internazionali. Inoltre è stata la prima atleta italiana a varcare la soglia dei quattordici metri nel triplo. Il suo record personale nel salto in lungo indoor di 6,72 m, stabilito nel 1988, rimane ancora oggi la 3ª miglior prestazione italiana di sempre.
Nel 1990 diventa anche primatista italiana di salto triplo saltando la misura di 13,14 m (prec. Annamaria Bonazza 12,64 m, 1990), misura migliorata a 13,28 m nel 1991, a 13,60 m e 13,66 m nel 1992, a 13,96 m, 14,11 m e 14,18 m nel 1993. Partecipò ai Giochi olimpici di Seul 1988 e a quelli di Barcellona 1992. In entrambi i casi venne eliminata nelle qualificazioni con 6,31 m in Sud Corea e 6,43 m in Spagna, piazzandosi rispettivamente al 19º e al 18º posto. Nel 1993, ai campionati mondiali di Stoccarda si classificò al sesto posto nel salto triplo.

## Palmarès
| Anno | Manifestazione          | Sede         | Evento         | Risultato | Prestazione | Note             |
| ---- | ----------------------- | ------------ | -------------- | --------- | ----------- | ---------------- |
| 1983 | Giochi del Mediterraneo | Casablanca   | Salto in lungo | Bronzo    | 5,94 m      | [ 1 ]            |
| 1987 | Europei indoor          | Liévin       | Salto in lungo | 6ª        | 6,45 m      |                  |
| 1987 | Mondiali indoor         | Indianapolis | Salto in lungo | 8ª        | 6,31 m      |                  |
| 1987 | Giochi del Mediterraneo | Latakia      | Salto in lungo | Oro       | 6,43 m      | [ 1 ]            |
| 1988 | Europei indoor          | Budapest     | Salto in lungo | 4ª        | 6,58 m      |                  |
| 1988 | Giochi olimpici         | Seul         | Salto in lungo | 19ª (q)   | 6,31 m      |                  |
| 1989 | Europei indoor          | L'Aia        | Salto in lungo | 4ª        | 6,56 m      |                  |
| 1989 | Mondiali indoor         | Budapest     | Salto in lungo | 5ª        | 6,45 m      |                  |
| 1992 | Europei indoor          | Genova       | Salto in lungo | 7ª        | 6,37 m      |                  |
| 1992 | Europei indoor          | Genova       | Salto triplo   | 9ª        | 13,36 m     |                  |
| 1992 | Giochi olimpici         | Barcellona   | Salto in lungo | 18ª (q)   | 6,43 m      |                  |
| 1993 | Mondiali indoor         | Toronto      | Salto in lungo | 10ª       | 6,48 m      |                  |
| 1993 | Mondiali indoor         | Toronto      | Salto triplo   | 4ª        | 14,01 m     | Record nazionale |
| 1993 | Mondiali                | Stoccarda    | Salto triplo   | 6ª        | 14,18 m     | Record nazionale |
| 1997 | Giochi del Mediterraneo | Bari         | Salto triplo   | Bronzo    | 13,80 m     | [ 1 ]            |
| 1997 | Mondiali                | Atene        | Salto triplo   | 32ª (q)   | 13,32 m     |                  |

## Campionati nazionali
- 8 volte campionessa nazionale assoluta del salto in lungo (1984, 1985, 1986, 1987, 1988, 1989, 1990, 1993)
- 4 volte campionessa nazionale assoluta del salto triplo (1991, 1992, 1993, 1997)
- 1 volta campionessa nazionale assoluta indoor dei 60 m piani (1982)
- 5 volte campionessa nazionale assoluta indoor del salto in lungo (1987, 1988, 1992, 1993, 1996)